# Chicago 1930
Chicago 1930 est un jeu vidéo de rôle sorti en 2003 sur PC. Il a été développé par Spellbound Entertainment et édité par Wanadoo Edition. Le jeu se déroule dans la ville américaine de Chicago dans les années 1930, une ère fortement associée aux gangsters et à la prohibition.
Le jeu permet au joueur de choisir entre la mafia, dirigée par Don Carmine Falcone, ou une unité spéciale de la police, dirigée par Edward Nash.